# Улыбышево (деревня, Владимирская область)
Улы́бышево — деревня в Судогодском районе Владимирской области России, входит в состав Вяткинского сельского поселения.

## География
Деревня находится в 21 км к югу от Владимира и в 43 км к северо-западу от райцентра Судогды, в 5 км на запад от ж/д станции Улыбышево на линии Владимир — Тумская. Деревня располагается в пойме реки Клязьма у подножия первой клязьменской террасы. Через деревню протекает речка Содомовка, впадающая в Клязьму.

## История
Предположительное время возникновения деревни — XV век. В оброчной ведомости на земли населённые и пустопорожние 1478 г. Митрополит Всея Руси Геронтей жаловал в оброк заклязьменские земли с двумя Содомовскими деревнями бортнику Семёнке Улыбышеву. Название «Содомовы» закрепились за деревнями скорее всего по причине проживания в этих деревнях мерянского или мещерского населения, либо по причине распространения в них язычества.
Поскольку деревня Улыбышево единственная деревня, через которую протекает речка Содомовка, очевидно, что она и есть одной из «Содомовых деревень». Свое нынешнее название она переняла от фамилии бортника Улыбышева. Однако это произошло не ранее 1522 года.
Другой «Содомовой деревней» была либо деревня Подольная, располагавшаяся восточнее Улыбышево и в настоящее время объединившаяся с ней в единый населенный пункт и утратившая свое название, либо деревня Коняево. Это единственные населенные пункты, в непосредственной близости от которых протекала речка Содомовка. Наиболее предпочтительной версией является версия в пользу деревни Коняево, так как в Жалованной грамоте 1522 года упоминается только одна «Содомова деревня» и впервые упоминается Коняево. При этом упоминаний населенных пунктов Улыбышево и Подольная в грамоте нет.
Речка Содомовка до 1878 года никак не называлась. По всей видимости, речка получила свое название от находившихся на ней «Содомовых деревень»
На карте Менде Владимирской губернии 1850 года на месте нынешней деревни располагались две деревни Подольная (западнее) и Улыбышево. В соответствии со списками населённых мест 1859 года в Улыбышево числилось 44 двора, в Подольной — 28 дворов и 165 жит., в 1905 году в Улыбышево имелось 49 дворов, в Подольной — 38 дворов и 179 жит., в 1926 году в деревне Подольново было 212 жит.
До революции деревня являлась центром Подольской волости Владимирского уезда.
С 1929 года деревня являлась центром Улыбышевского сельсовета Владимирского района, с 1965 года — Судогодского района. В годы Советской власти — центральная усадьба совхоза «Улыбышево».
В начале 1940-х вблизи Улыбышево на Клязьме было начато строительство Владимирской ГЭС, которое было прервано начавшейся Великой Отечественной войной.
В 1940-х годах деревня Подольново (Подольная) была включена в состав деревни Улыбышево.

## Население
| 1859 | 1905 | 1926 | 2002 | 2010 | 2021 |
| ---- | ---- | ---- | ---- | ---- | ---- |
| 214  | ↗222 | ↗265 | ↘121 | ↘92  | ↘88  |